# Nóvaia Pàvlovka
Nóvaia Pàvlovka (en rus: Новая Павловка) és un poble de l'óblast de Saràtov, a Rússia, segons el cens del 2010 tenia 57 habitants. Pertany al districte municipal de Volsk.